# Molekularna filogenija
Molekularna filogenija grana je filogenije koja analizira nasljedne molekularne razlike, uglavnom u sekvencijama DNA, radi dobivanja informacija o evolucijskim vezama nekog organizma. Rezultat molekularne filogenetske analize izražava se filogenetskim drvom. Molekularna filogenija jedan je od aspekata molekularne sistematike, šireg termina koji također uključuje uporabu molekularnih podataka u taksonomiji i biogeografiji.

## Više informacija
- računarska filogenija
- mikrobna filogeneza
- molekularna evolucija
- PhyloCode
- filogenijska nomenklatura

## Preporučena literatura
- Felsenstein, J. 2004. Inferring phylogenies. Sinauer Associates Incorporated. ISBN 0-87893-177-5.
- Hillis, D. M. & Moritz, C. 1996. Molecular systematics. 2nd ed. Sinauer Associates Incorporated. ISBN 0-87893-282-8.
- Page, R. D. M. & Holmes, E. C. 1998. Molecular evolution: a phylogenetic approach. Blackwell Science, Oxford. ISBN 0-86542-889-1.
- Soltis, P.S., Soltis, D.E., and Doyle, J.J. (1992) Molecular systematics of plants. Chapman & Hall, New York. ISBN 0-41202-231-1.
- Soltis, P.S., Soltis, D.E., and Doyle, J.J. (1998) Molecular Systematics of Plants II: DNA Sequencing. Kluwer Academic Publishers Boston, Dordrecht, London. ISBN 0-41211-131-4.
- San Mauro, D.; Agorreta, A. 2010. Molecular systematics: a synthesis of the common methods and the state of knowledge. Cellular & Molecular Biology Letters. 15 (2): 311–341. doi:10.2478/s11658-010-0010-8

## Vanjske poveznice
- NCBI – Systematics and Molecular Phylogenetics
- The promise of a DNA taxonomy (Mark L. Blaxter)
- Molecular phylogenetics iz Encyclopedia Britannica.